# Nemastoma bidentatum
Nemastoma bidentatum is een hooiwagen uit de familie aardhooiwagens (Nemastomatidae).